# Sergiusz Piasecki

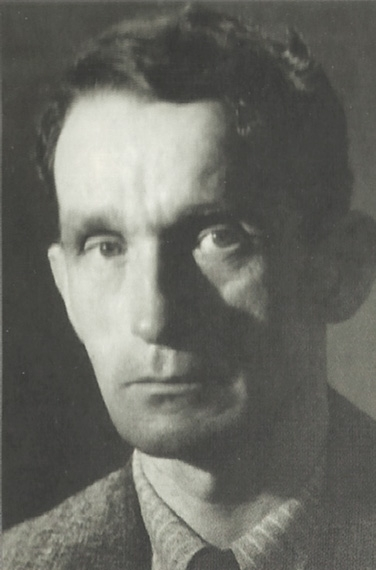
Sergiusz Piasecki

Sergiusz Piasecki (* 1. April 1901 in Lachowicze (heute Ljachawitschy, Belarus); † 12. September 1964 in London) war ein polnisch-belarussischer Schriftsteller.

## Leben
Piasecki war ein unehelicher Sohn des polnischen Adeligen Michał Piasecki und dessen Geliebter Klaudia Kukałowicz. Wegen seiner illegitimen Abstammung gestaltete sich Piaseckis Kindheit und Jugend sehr schwierig. 1917 wurde er in Moskau Zeuge der Gräueltaten der Oktoberrevolution, und unter diesem Eindruck wandelte er sich zu einem bekennenden Antikommunisten.
Piasecki kehrte in seine Heimat zurück, schloss sich aber schon bald polnischen Truppen an, welche nach Minsk kommandiert wurden, um die Stadt einzunehmen. In diesem Polnisch-Sowjetischen Krieg kämpfte er u. a. im August 1920 in der Schlacht bei Radzymin.
Bedingt durch seine Sprachkenntnisse (Polnisch, Russisch, Belarussisch), wurde der polnische Geheimdienst auf Piasecki aufmerksam und nahm ihn bis Februar 1926 als Übersetzer und Dolmetscher unter Vertrag. Anlässlich einer politischen Säuberung verlor er aber dieses Amt. Bedingt durch diese plötzliche Mittellosigkeit beschloss er, zwei reisende Händler zu überfallen. Einige Tage nach diesem Raubüberfall erfolgte – zusammen mit einem Freund – ein weiterer Überfall, bei dem sie erwischt wurden.
Piasecki wurde zu 15 Jahren Haft verurteilt. Die erste Zeit verbüßte er im Gefängnis von Lida. Da er dort zusammen mit anderen einen Aufstand inszenierte, wurde er ins Gefängnis von Rawicz verlegt. Als er auch da als Aufrührer agierte, kam er nach Koronowo und später in das Gefängnis von Wronki. Den größten Teil seiner Haftstrafe verbüßte er dann im Gefängnis für Schwerverbrecher auf Łysa Góra, wo er bereits nach Kurzem an Tuberkulose erkrankte.
In einer dieser Haftanstalten machte Piasecki die Bekanntschaft des Journalisten Melchior Wańkowicz, der für eine Reportage über die schlechten Haftbedingungen recherchierte und ihn zum Schreiben animierte. Sein Debütroman „Kochanek Wielkiej Niedźwiedzicy“ entstand in kurzer Zeit und entwickelte sich zu einem großen Erfolg. Politisch hatte diese Veröffentlichung eine Diskussion über sein Gnadengesuch zur Folge und 1937 unterzeichnete Präsident Ignacy Mościcki Piaseckis Entlassung.
Im Zweiten Weltkrieg schloss sich Piasecki der Heimatarmee in Vilnius an und kämpfte gegen die deutschen Besatzer. Nach der Verhaftung von Zygmunt Andruszkiewicz brach er in sein 
Büro ein und nahm ihn belastende Unterlagen aus seinem Schreibtisch mit, damit sie in nicht die Hände von Gestapo gelangen. Dabei waren auch wichtige das Massaker von Katyn betreffende Dokumente. Im April 1946 ging er ins Exil nach Italien, wo er sich Jerzy Giedroyc und anderen polnischen Literaten anschloss. Im darauffolgenden Jahr ging er nach Großbritannien und ließ sich bei London nieder. Im Exil schrieb er neue Romane und war als antikommunistischer Publizist tätig. Trotzdem lebte er unter bescheidenen Bedingungen.
Am 12. September 1964 starb Sergiusz Piasecki in London und fand seine letzte Ruhestätte in Hastings.

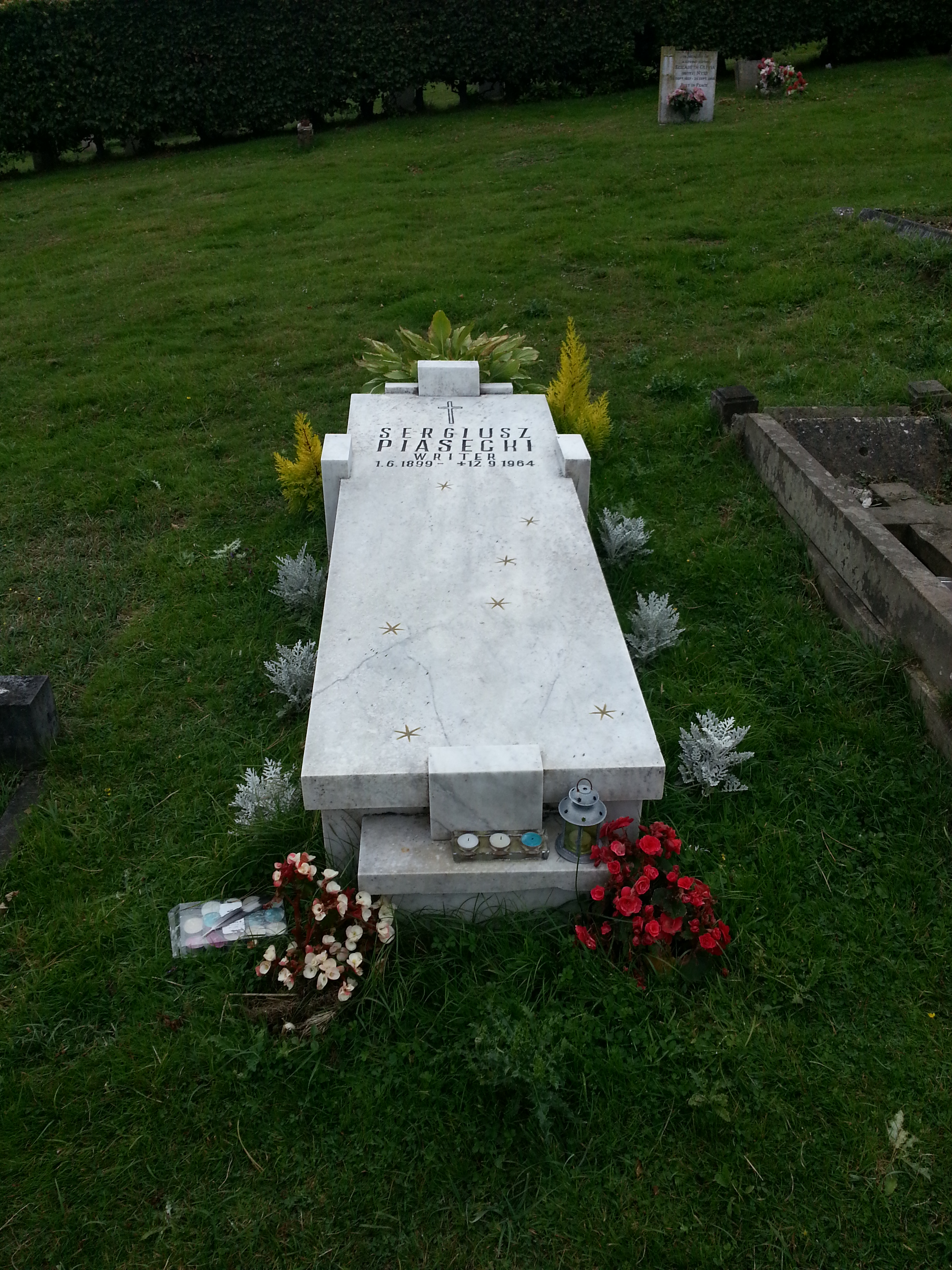
Das Grab von Sergei Piasecki auf dem Friedhof in Hastings, Großbritannien

## Werke (Auswahl)
- Der Geliebte der großen Bärin. Roman („Kochanek Wielkiej Niedźwiedzicy“). Kiepenheuer & Witsch, Köln 1996, ISBN 3-462-02553-8 (Nachdr. d. Ausg. Köln 1957).
- Strassenballade. Roman („Żywot człowieka rozbrojonego“). Kiepenheuer & Witsch, Köln 1960.